# Convento de Nuestra Señora de la Paz

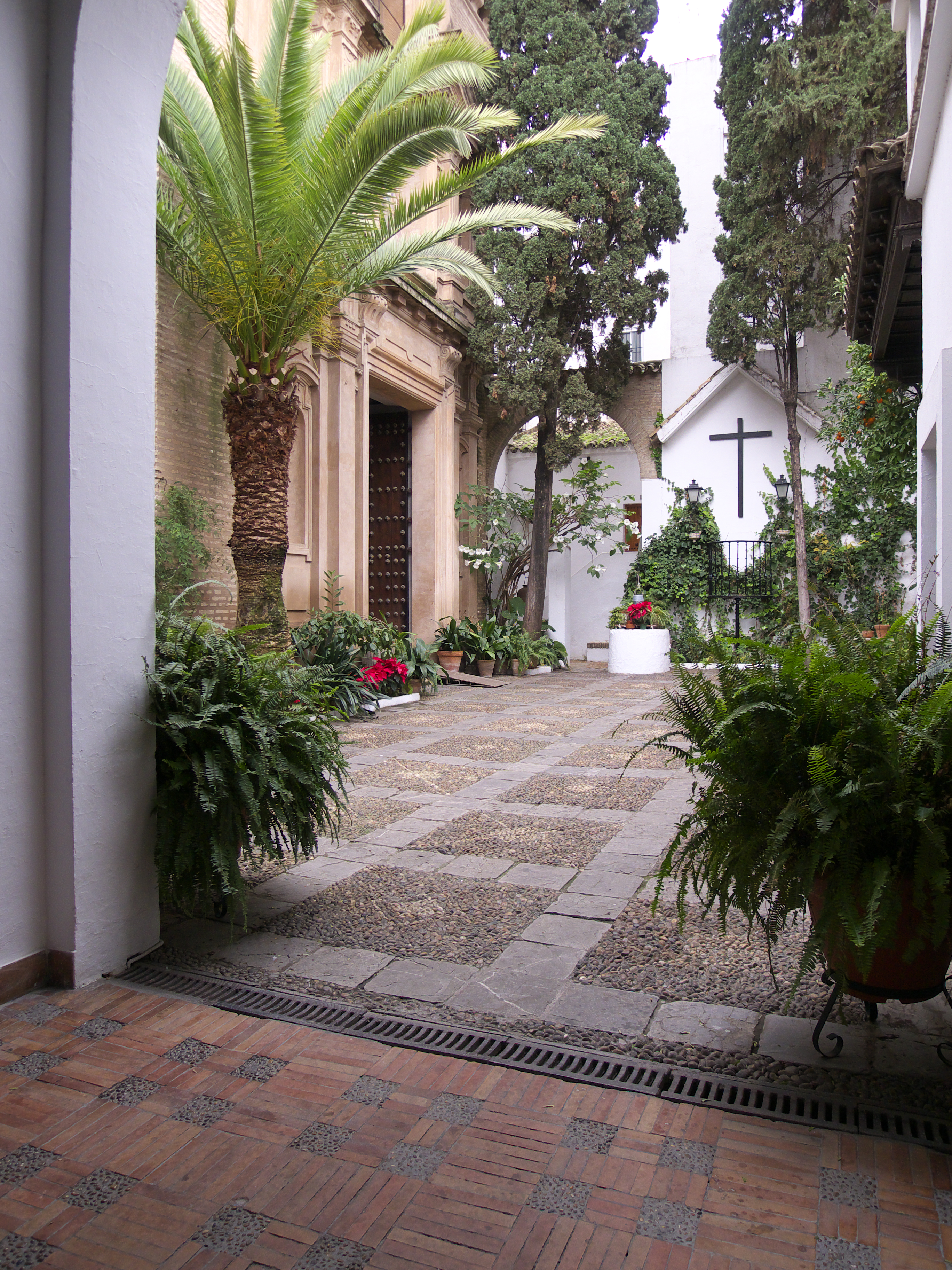
Exterior de la iglesia

El convento de Nuestra Señora de la Paz fue un establecimiento religiosos de monjas agustinas fundado en el siglo XVI situado en la actual calle Bustos Tavera de Sevilla (Andalucía, España). Fue exclaustrado en 1837 y en la actualidad se conserva su iglesia, que es sede de la Hermandad de la Sagrada Mortaja.

## Historia
Fue fundado en 1571. Para albergarlo, el sacerdote Andrés Segura, racionero de la catedral, compró varias casas. El arzobispo cardenal Gaspar de Zúñiga y Avellaneda otorgó la licencia de fundación.
A los pies de la iglesia se conservan dos lápidas de miembros de la familia del fundador. Bajo la primera está enterrado Diego de Segura, que fue patrón del convento y hermano del fundador, y que falleció el 6 de mayo de 1582. En la segunda lápida figuran Antón de Segura y su mujer Isabel de León "y sucesores", indicando que Antón fue patrón del convento y que murió el 9 de julio de 1580.
Hubo una capellanía, fundada en el año 1613 por Luisa Fernández de Colmenero, viuda del caballero veinticuatro Hernán Ramírez de Cartagena, que compró un altar y su bóveda para enterramiento. Se conserva, delante del retablo situado frente a la puerta de la iglesia, una lápida con los nombres de este caballero, su mujer y "subcesores" con la fecha de 1613.
Junto al altar de San José hay una lápida en la que figuran los nombres de Manuel Rodríguez Díaz y Andrada y su mujer Leonor de Costa y Andrada, "hijos y sucesores". Manuel Rodríguez había fundado por testamento otorgado el 30 de noviembre de 1640 un patronato. Fue padre de las monjas de este convento María y Felipa Andrada, a quienes dejó 600 ducados de renta con la condición de que al fallecer funden cuatro capellanías pepeteuas de 362 misas por su alma, la de su mujer e hijos, debiéndose trasladar el cuerpo de su mujer Leonor y su hijo Francisco, enterrados entonces en el Monasterio de San Agustín, a esta iglesia. En el testamento también dejó 1000 ducados a cuatro sobrinas, monjas del convento, para que al fallecimiento de ellas se funde otra capellanía más en el altar de San José.
En 1810 los franceses derribaron el convento de la Encarnación, de monjas agustinas, y las monjas de aquella comunidad se trasladaron al exclaustrado Convento de los Terceros Franciscanos. Se propuso que las monjas de la Encarnación se trasladasen al convento de la Paz pero en 1815 la abadesa de aquella comunidad, María Josefa Rodríguez de León, escribió una exposición al nuncio para evitar el traslado de su comunidad al Convento de Nuestra Señora de la Paz alegando que aquel convento estaba en su mayor parte en ruinas. Las agustinas de la Encarnación fueron, finalmente, a dependencias del Hospital de Santa Marta en 1819.
El 7 de mayo de 1817 hubo una tormenta y cayó un rayo que destrozó el campanario y partió la cruz. Se ignora si se repararon los desperfectos antes de la exclaustración del 11 de mayo de 1837.
En el Convento de la Asunción, de las mercedarias calzadas, hay un pergamino enmarcado que indica que se encontraban también en dicho cenobio las monjas del Convento de Nuestra Señora de la Paz, por lo que debieron trasladarse a ese lugar. Sin embargo, para 1869 se encontraban en el Convento de la Encarnación, de monjas agustinas.
El convento de la Paz se convirtió en una casa de vecinos, quedando la iglesia abierta al culto hasta su cierre en 1868.
El 18 de julio de 1936 la Iglesia de Santa Marina, donde tenía su sede la Hermandad de la Sagrada Mortaja, fue incendiada por grupos anticlericales y, el 10 de noviembre, el arzobispado dio su autorización para el traslado de esta hermandad a la iglesia del antiguo Convento de la Paz.